# Letov Š-28
Le Letov Š-28 était un avion de reconnaissance sesquiplan biplace monomoteur tchécoslovaque des années 1930, conçu et produit à la fin des années 1920 par Letov Kbely. Développé en de nombreuses versions et avec une grande variété de groupes propulseurs, il connut un succès relativement important, sa version la plus importante, la Š-328, ayant été produite à 412 exemplaires.

## Conception et développement
Les travaux de conception de l'avion d'entraînement et d'observation Š-28 commencèrent en 1929, avec un prototype fabriqué à un seul exemplaire et équipé d'un moteur Walter Castor à 7 cylindres en étoile de 260 ch (194 kW). Il fut suivi par une première version de production, le Š-128, doté d'un moteur Bristol Mercury VII produit sous licence par Gnome et Rhône, puis d'une autre, le Š-228, construit en 1931 et doté d'un Mercury VII cette fois-ci produit sous licence par Walter.
Une nouvelle version fut conçue dès 1931 pour répondre à un besoin de la force aérienne finlandaise, qui désirait obtenir une version modifiée du Š-228 en avion de reconnaissance et de bombardement léger,. L'avion fut tellement modifié pour être adapté à sa nouvelle mission qu'il reçut la désignation de Š-328F (pour « Finlande »). Les avions de reconnaissance précédents n'étaient en fait que de simples machines légères, alors que les modèles à venir se devaient d'emporter un armement important leur permettant de se défendre. Il effectua son premier vol en mars 1932. Les discussions avec les officiels finlandais s'éternisaient, et les Tchécoslovaques furent finalement les premiers clients de l'avion, avec des commandes de la version Š-328 effectuées dès le mois de janvier 1933 et un premier vol de l'avion effectué en 1934. Il commença à équiper la force aérienne tchécoslovaque l'année suivante et devint la version la plus produite de l'avion. Les Finlandais choisirent finalement d'acheter des Henschel Hs 123 allemands, et l'avion tchécoslovaque initialement développé pour eux n'équipa jamais leurs escadrons.
Le Š-328 fut conçu en deux versions : une avec un train d'atterrissage à roues, pour un usage « terrestre », et une avec une paire de flotteurs pour les opérations depuis les étendues d'eau, conçue en 1938. Bien que la Tchécoslovaquie soit une nation totalement isolée de la mer, une version à flotteurs était nécessaire pour un centre d'entraînement d'artillerie antiaérienne situé dans les Bouches de Kotor (maintenant sur le territoire du Monténégro),, et prit la désignation de Š-328v (« v » correspondant à « vodní », « eau » en français). Contrairement aux avions de la version standard, ces hydravions n'embarquaient aucune bombe.

## Caractéristiques techniques
Le Š-328 était un sesquiplan de reconnaissance monomoteur biplace, doté d'un cockpit biplace en tandem ouvert, avec le pilote à l'avant et l'observateur/mitrailleur défensif à l'arrière. Ce dernier disposait également de vitres dans le plancher de l'avion et sur les côtés pour améliorer son champ de vision. Le fuselage était intégralement en métal. Le train d'atterrissage était de type classique fixe, avec un patin orientable sous la queue.
L'avion était propulsé par un moteur en étoile à 9 cylindres Walter Pegasus II.M-2, un Bristol Pegasus d'origine britannique fabriqué sous licence par Walter développant une puissance de 650 ch, soit 485 kW. Il entraînait une hélice bipale en bois. La vitesse maximale était de 280 km/h au niveau de la mer et 328 km/h à 2 000 m.
L'armement était constitué de deux mitrailleuses fixes wz. 30 (en) de 7,92 mm tirant vers l'avant dans l'aile basse, approvisionnées à raison de 400 coups chacune. L'observateur disposait également de deux mitrailleuses défensives mobiles wz. 30 de 7,92 mm, avec 400 coups répartis dans six chargeurs. L'avion pouvait également emporter 500 kg de bombes : 5 bombes de 100 kg (deux paires sous les ailes, et une bombe sous le fuselage). Il emportait cependant habituellement six bombes de 20 kg sous les ailes et deux bombes de 50 kg sous le fuselage.

## Carrière opérationnelle
Entré en service en 1935 dans les unités tchécoslovaques, le Š-328 fut immédiatement expédié dans des unités postées près des frontières avec l'Autriche et l'Allemagne. Il fut utilisé comme appareil de reconnaissance aérienne, bombardier léger et avion d'attaque au sol pour la force aérienne tchécoslovaque pendant le milieu et la fin des années 1930, et dans les mêmes rôles pendant les premiers mois de la Seconde Guerre mondiale, lorsque la force aérienne slovaque passa sous contrôle allemand pendant l'occupation de la Tchécoslovaquie en mars 1939. Treize exemplaires de la première série de production furent testés comme chasseurs nocturnes, armés de quatre mitrailleuses fixes wz. 30 (en) de 7,92 mm (calibre .31) dans les ailes et deux mitrailleuses défensives mobiles wz. 30 pour l'observateur dans le cockpit arrière. Ils furent plus tard modifiés pour revenir à une utilisation classique, car sans radar pour les aider dans leur tâche, leur efficacité était dérisoire.
Devant la montée en puissance de l'idéologie nazie en Allemagne, les Tchécoslovaques commandèrent des exemplaires supplémentaires du Š-328 pour effectuer les missions de reconnaissance. Lors de la signature des accords de Munich, qui mirent fin à la crise des Sudètes, la force aérienne tchécoslovaque disposait de 227 avions en unités opérationnelles et 87 dans des unités d'entraînement et dépôts de mobilisation.
Les faits d'armes répertoriés liés au Š-328 sont assez vagues, mais certaines sources suggèrent que quelques exemplaires « terrestres » de l'avion auraient été utilisés pendant la guerre civile espagnole. Il n'existe toutefois aucune preuve venant confirmer cette affirmation, et il se pourrait qu'elle soit le fruit d'une erreur d'identification. Quinze exemplaires furent saisis par les Allemands et utilisés comme avions d'entraînement, ainsi que dans des missions d'attaques nocturnes sur le Front de l'Est pendant l'hiver 1943.
La production des avions continua même après l'occupation allemande de la Tchécoslovaquie, s'étalant jusqu'en 1940, les derniers exemplaires produits étant 30 Š-328 pour la Bulgarie et 50 exemplaires commandés par la Slovaquie en juillet 1938. En tout, 412 Letov Š-328 furent produits, dont plus de la moitié sous occupation allemande. La Luftwaffe utilisa ses exemplaires pour des missions de reconnaissance et de harcèlement au-dessus des positions soviétiques, en particulier pendant la très éprouvante bataille de Stalingrad. Une partie de la production fut également cédée par les Allemands à leurs alliés, la Bulgarie et la Slovaquie.
Les Š-328 slovaques furent utilisés par la nouvelle aviation slovaque, pro-nazie, dans des opérations menées contre la Pologne (en) en septembre 1939. Ils furent aussi utilisés au cours de la nuit du 21 au 22 juin 1941, pendant le déclenchement de l'opération Barbarossa, dans des raids aériens nocturnes contre des positions soviétiques en Ukraine, larguant des bombes incendiaires de 200 kg sur la ville de Vinnitsa. Ils effectuèrent ensuite des vols de reconnaissance et patrouille, et certains d'entre-eux attaquèrent également des camions et voitures soviétiques. Ils furent également utilisés dans des opérations anti-Partisans dans l'ouest de l'Ukraine pendant l'été 1942. Au-moins onze avions slovaques furent saisis par les insurgents slovaques et utilisés contre les Allemands pendant le soulèvement national slovaque, qui eut lieu en septembre et octobre 1944. Les insurgents ne purent jamais aligner plus de trois avions opérationnels en même temps, mais ils furent quand-même un atout important pendant cette phase du conflit. Le 7 septembre 1944, le Š-328 remporta l'une des dernières victoires aériennes d'un avion biplan, lorsqu'un Š-328 en patrouille fut attaqué par un Focke-Wulf Fw 189 de reconnaissance ennemi. Le Fw 189 fut endommagé par les tirs des mitrailleuses de l'avion tchécoslovaque et fut forcé de se poser en urgence dans une zone contrôlée par les insurgents.
Les Bulgares reçurent des Allemands — et donc des Tchécoslovaques bien malgré eux — un lot de 62 appareils. Ils furent utilisés pour des missions de reconnaissance au-dessus de l'Union soviétique. Globalement leurs résultats furent très moyens lorsqu'ils furent confrontés aux chasseurs soviétiques. Un fait notable de cette période est la destruction de deux appareils en même temps par un Bell P-39 Airacobra soviétique en octobre 1944.
Au déclenchement de la guerre, quelques pilotes tchécoslovaques parvinrent à s'enfuir vers la France et la Grande-Bretagne avec leurs Š-328. Certains de ces avions furent mêmes intégrés aux registres de la Royal Air Force et utilisés pour des missions de reconnaissance côtière par le Coastal Command. Ils furent toutefois majoritairement envoyés à la destruction dès 1945. Six appareils furent également saisis en Allemagne par la France en juillet 1945. Ils furent utilisés par l'Armée de l'Air jusqu'en septembre 1946, et restent à ce jour les seuls avions tchèques à avoir été en service dans l'armée française après la Seconde Guerre mondiale.

## Versions

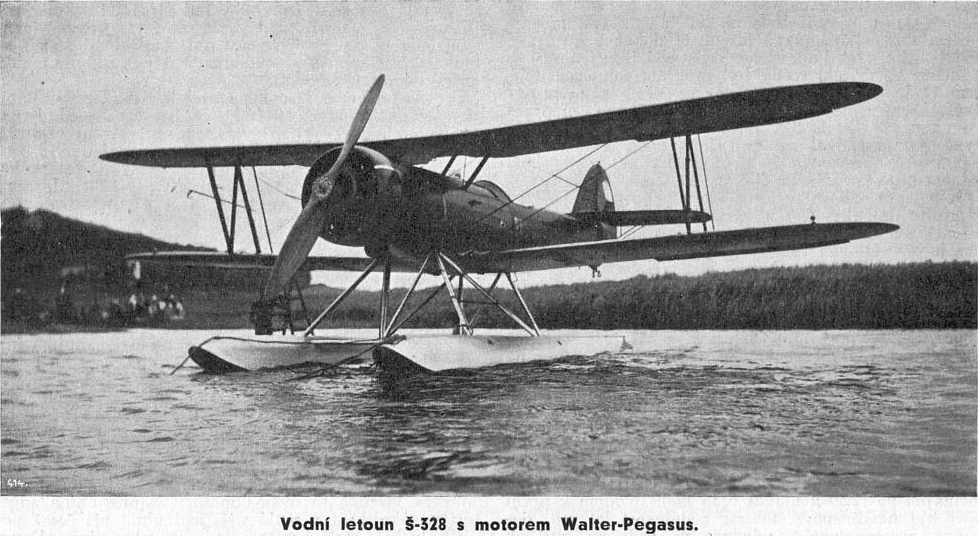
Letov Š-328.

- Š-28 : Prototype, doté d'un moteur Walter Castor et produit à un seul exemplaire ;
- Š-128 : Version de production, dotée d'un Bristol Mercury VII produit sous licence par Gnome et Rhone. Il fut produit à 12 exemplaires ;
- Š-228 : Version de production pour l'Estonie, avec un moteur Mercury VII produit sous licence par Walter. Il fut produit à quatre exemplaires ;
  - Š-328F : Prototype pour la Finlande, propulsé par un Walter Pegasus de 580 ch (433 kW) et produit à un exemplaire[10].
- Š-328 : Version de production principale, équipée d'un Walter Pegasus II.M-2 de 635 ch (467 kW). Il fut produit à un total d'environ 412 exemplaires[10], incluant :
  - Š-328N : Version de chasse de nuit, armé de quatre mitrailleuses fixes vers tirant vers l'avant et deux mitrailleuses mobiles défensives[10] ;
  - Š-328V : Version de remorquage de cibles, dotée de flotteurs et produite à quatre exemplaires[3],[10].
- Š-428 : Version d'appui aérien rapproché assurant la couverture des troupes sur le champ de bataille. Le moteur était un V12 Avia VR-36 de 741 ch (545 kW). Il ne fut produit qu'à un seul exemplaire ;
- Š-528 : Remplaçant prévu du Š-328 développé en 1935, propulsé par un Gnome et Rhône 14K Mistral Major de 800 ch (597 kW). Il fut produit à six exemplaires[6].

## Utilisateurs
- Bulgarie :

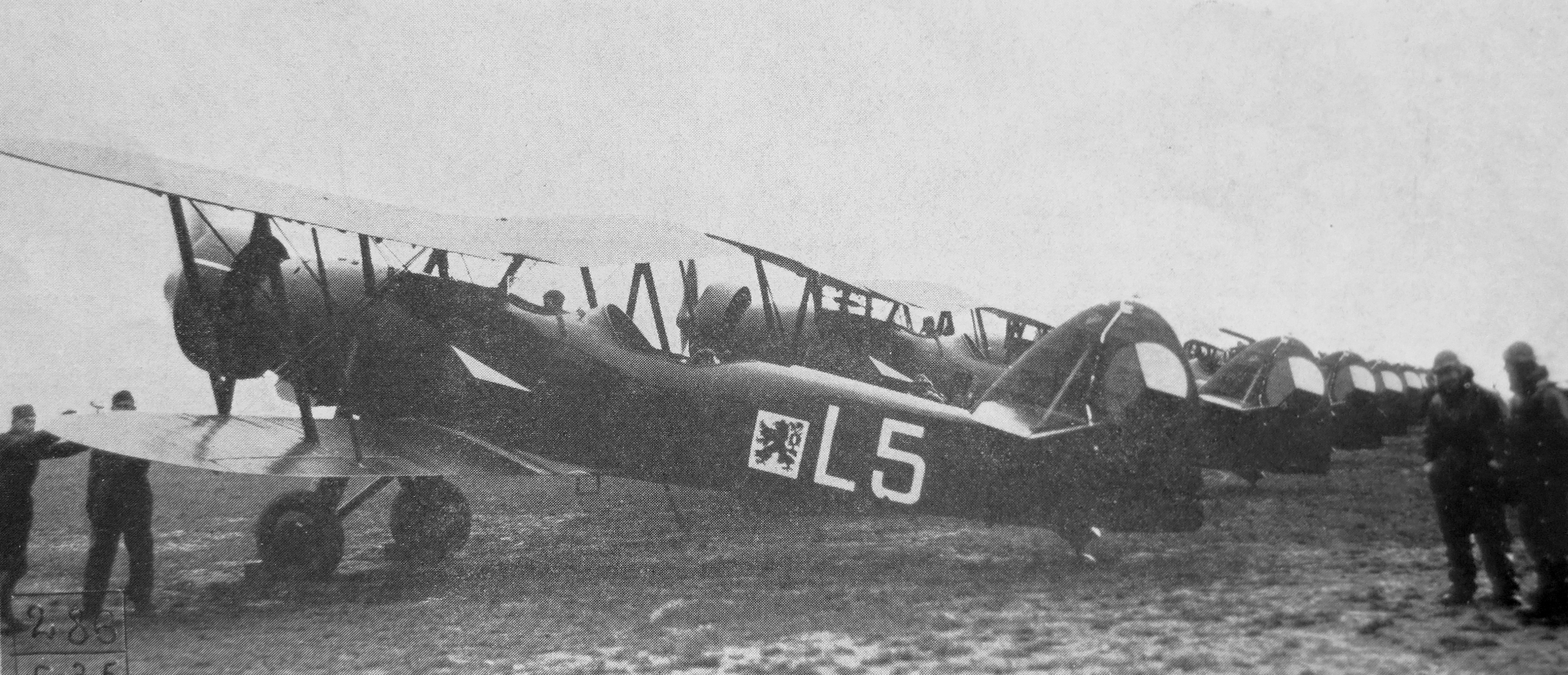
Letov Š-328.

  - La force aérienne bulgare acheta 62 Š-328 à l'Allemagne en 1939 et leur donna le nom de Vrana (Corbeau)[11]. Trente de ces avions furent produits après la prise de contrôle de la Tchécoslovaquie par les Allemands[6]. Jusqu'en 1942, ils furent aussi utilisés pour des missions de patrouille anti-sous-marine au-dessus de la Mer Noire. Ils restèrent en service au-moins jusqu'en septembre 1944[12].
  - Garde de sécurité nationale tchécoslovaque.
- Estonie :
  - Force aérienne estonienne.
- Reich allemand :
  - Luftwaffe.
- République slovaque :
  - Force aérienne slovaque (1939–1945) (en) ;
  - Force aérienne insurgente slovaque (en).
- Tchécoslovaquie :
  - Force aérienne tchécoslovaque (en).

### Articles
- (en) William Green et Gordon Swanborough, « Balkan Interlude: The Bulgarian Air Arm in WWII », Air Enthusiast, Stamford, Lincs, Royaume-Uni, Key Publishing, no 39,‎ mai–août 1989, p. 58–74 (ISSN 0143-5450).